# Drahtloser Dienst AG
Дратлозер Динст (Drahtloser Dienst AG) — акционерное общество, осуществлявшее в 1926—1932 гг. снабжение региональных государственных радиокомпаний текущими новостями. 

## Владельцы
Владельцами компании являлись:
- на 51 % - Рейхсминистерство внутренних дел;
- на 12,4 % — Имперскому союзу немецкой прессы;
- на 24 % — крупнейшие частные телеграфные агентства страны (телеграфное бюро Вольфа и «Телеграфен-Унион»);
- на 12,6 % — крупнейшие частные издательские дома (издательские дома Рудольфа Моссе и Августа Шерля).

## Руководство
Руководство компанией осуществляли:
- наблюдательный совет, 8 мест в котором имели земли, 7 мест — партии, 2 места — имперское правительство, 1 место — некоммерческим обществом с ограниченной ответственностью «Рейхсрадио», 8 мест — Имперский союз немецкой прессы, частные телеграфные бюро и частные издательские дома;
- правление.

## Правоприменение
В 1932 году поглощено некоммерческим обществом с ограниченной ответственностью «Рейхсрадио».